# دراس
دُراس أو دراست (كتبهما الإدريسي) أو دُريس (بالألبانية: Durrësi) هي إحدى أعرق وأهم المدن الاقتصادية في ألبانيا. تقع في وسط ألبانيا (41°19′N 19°27′E), تبعد 33 كيلومتر غرب العاصمة تيرانا. تقوم على أحد نقاط مضيق البحر الأدرياتيكي, المقابل للجانب الإيطالي عند باري (300 كيلومتر) وبرنديسي (200 كيلومتر). ويقدر عدد السكان 246,401 (إحصائية 2008).

## المناخ
يظهر الجدول التالي التغييرات المناخية على مدار السنة لدراس:
| البيانات المناخية لـدراس          | البيانات المناخية لـدراس | البيانات المناخية لـدراس | البيانات المناخية لـدراس | البيانات المناخية لـدراس | البيانات المناخية لـدراس | البيانات المناخية لـدراس | البيانات المناخية لـدراس | البيانات المناخية لـدراس | البيانات المناخية لـدراس | البيانات المناخية لـدراس | البيانات المناخية لـدراس | البيانات المناخية لـدراس | البيانات المناخية لـدراس |
| الشهر                             | يناير                    | فبراير                   | مارس                     | أبريل                    | مايو                     | يونيو                    | يوليو                    | أغسطس                    | سبتمبر                   | أكتوبر                   | نوفمبر                   | ديسمبر                   | المعدل السنوي            |
| --------------------------------- | ------------------------ | ------------------------ | ------------------------ | ------------------------ | ------------------------ | ------------------------ | ------------------------ | ------------------------ | ------------------------ | ------------------------ | ------------------------ | ------------------------ | ------------------------ |
| متوسط درجة الحرارة الكبرى °م (°ف) | 11.4 (52.5)              | 12.5 (54.5)              | 14.9 (58.8)              | 18.3 (64.9)              | 22.6 (72.7)              | 26.5 (79.7)              | 28.7 (83.7)              | 28.8 (83.8)              | 26.0 (78.8)              | 21.4 (70.5)              | 16.6 (61.9)              | 13.3 (55.9)              | 20.1 (68.1)              |
| المتوسط اليومي °م (°ف)            | 8.1 (46.6)               | 9.0 (48.2)               | 10.9 (51.6)              | 14.0 (57.2)              | 18.1 (64.6)              | 21.8 (71.2)              | 23.8 (74.8)              | 23.9 (75.0)              | 21.2 (70.2)              | 17.2 (63.0)              | 13.0 (55.4)              | 9.9 (49.8)               | 15.9 (60.6)              |
| متوسط درجة الحرارة الصغرى °م (°ف) | 4.8 (40.6)               | 5.6 (42.1)               | 6.9 (44.4)               | 9.7 (49.5)               | 13.6 (56.5)              | 17.2 (63.0)              | 19.0 (66.2)              | 19.0 (66.2)              | 16.5 (61.7)              | 13.0 (55.4)              | 9.5 (49.1)               | 6.5 (43.7)               | 11.8 (53.2)              |
| الهطول مم (إنش)                   | 132 (5.2)                | 107 (4.2)                | 99 (3.9)                 | 81 (3.2)                 | 68 (2.7)                 | 41 (1.6)                 | 26 (1.0)                 | 36 (1.4)                 | 71 (2.8)                 | 112 (4.4)                | 160 (6.3)                | 131 (5.2)                | 1٬064 (41.9)             |
| المصدر:                           |                          |                          |                          |                          |                          |                          |                          |                          |                          |                          |                          |                          |                          |

## توأمة
لدراس اتفاقيات توأمة مع كل من:
- إسطنبول
- بريشتينا
- بريزرن
- باري
- أولسيني
- سلانيك
- برينديزي
- أندريا
- مارانو دي نابولي

## أعلام
- بانايوت بانو
- كونستانتوس دوكاس
- أناستاسيوس الأول
- بوجار نيشاني
- البان هوكسها
- ارجيس شيحي